# سیمباد

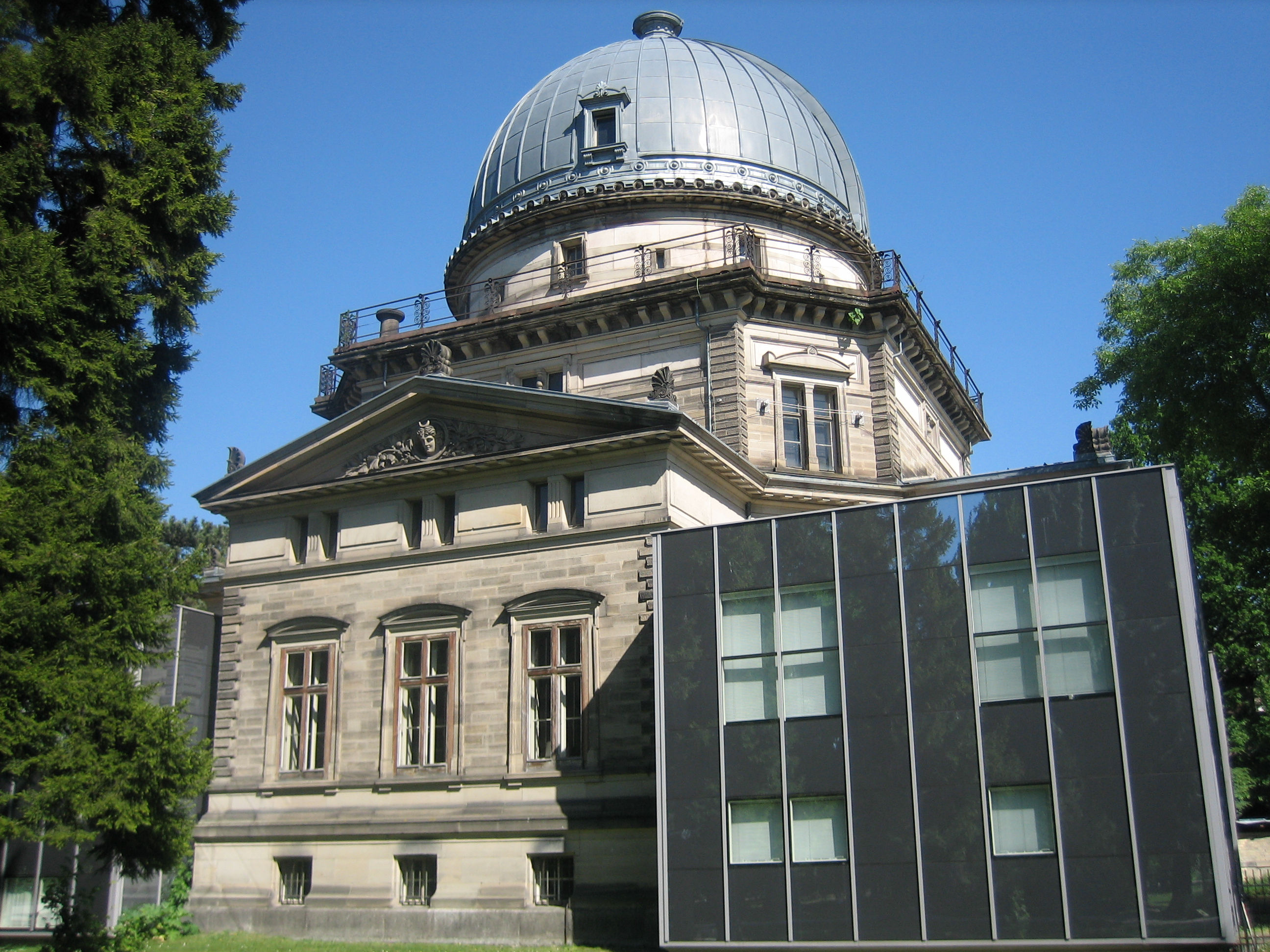
نمایی از ساختمان مجتمع [رصدخانهٔ استراسبورگ] - ۲۰۰۷

سیمباد (به انگلیسی: SIMBAD) که برگرفته از مخفف (the Set of Identifications, Measurements and Bibliography for Astronomical Data) است یک پایگاه داده‌های اخترشناسی فراخورشیدی (بیرون از سامانه خورشیدی) است.
این پایگاه که در فرانسه قرار دارد توسط مرکز داده‌های نجومی استراسبورگ نگهداری و اداره می‌شود.
سیمباد از ادغام (CSI) «کاتالوگ شناسایی‌های ستاره‌ای» (Catalog of Stellar Identifications) و «Bibliographic Star Index» که در بخش مودون پاریس قرار داشتند به‌وجود آمده است.
تا تاریخ ۱۴ ژوئن ۲۰۰۷ داده‌های ۳٬۸۲۴٬۱۹۵ جسم آسمانی را درخود داشت.
یک سیارک با نام ۴۶۹۲ سیمباد به نام آن ثبت شده است.